# The end of shite
「the end of shite」（ジ エンド オヴ シャイト）は、YUKIのソロデビューシングル。

## 解説
- 2002年2月6日にエピックレコードジャパンよりリリースされた、JUDY AND MARY解散後、初となるシングル。
- 全収録曲、日暮愛葉（SEAGULL SCREAMING KISS HER KISS HER）作詞・作曲・プロデュース。YUKIは詞・曲ともに制作に関わっていない。シングル曲でYUKI自身が作詞を行っていないのはこの曲のみである。
- PVの一部で、YUKIがスカートに手を入れるという描写が、あまりにも過激なために放送禁止にする番組がかなり存在した。この描写はジャケット写真にも用いられているが、YUKI曰く「ソロになって初めてだということで『一人で勝手に始めちゃうわよ』という意味を込めた」とのこと（five-starのライナーノートより）。
- 2003年9月10日、日暮愛葉のシングル「NEW LIFE」にセルフカバーが収録している。

## 収録曲
（全作詞・作曲・編曲：日暮愛葉）
1. the end of shite
  - トヨタ自動車「WiLL VS」CMソング（本人出演）
2. bed
3. Count Backwards

## 収録アルバム
- PRISMIC（#1）
- BETWEEN THE TEN（#2, 3）